# Андржиевский, Константин Клитович
Константин Клитович Андржиевский (1859—1908) — русский полковник Корпуса Адмиралтейства, герой Цусимского сражения.

## Биография
- 15 сентября 1875 — поступил в Морское Училище.
- 1 мая 1879 — Гардемарин.
- 6 мая 1879 — назначен на фрегат «Минин».
- 30 августа 1880 — Мичман, совершил кругосветное кругосветном плавание.
- 13 декабря 1884 — командир 4-й роты на мониторе «Единорог», и. д. ревизора эскадренного броненосца «Екатерина II».
- 1896 — артиллерийский офицер 1-го разряда.
- 1898—1899 — старший офицер броненосца береговой обороны «Адмирал Лазарев».
- 18 апреля 1899 — капитан 2-го ранга.
- 1899—1902 — старший офицер эскадренного броненосца «Ослябя».
- 1902 — старший офицер броненосца береговой обороны «Адмирал Спиридов».
- 1902—1903 — старший офицер мореходной канонерской лодки «Манджур»
- 7 мая 1904 — 13 июня 1905 — командир эсминца «Грозный» в составе 2-й Тихоокеанской эскадры адмирала Рожественского. Участвовал в Цусимском сражении. Был одним из трёх командиров кораблей, сумевших прорваться во Владивосток.
- 10 апреля 1906 — 1 января 1908 — младший помощник командира Санкт-Петербургского порта.
- 24 марта 1908 — произведён из полковников адмиралтейства в генерал-майоры с увольнением от службы по болезни «от ран и контузий происходящей» с мундиром и пенсией (ВП № 823).

Похоронен на Митрофаньевском кладбище Петербурга.

## Награды
- Орден Святой Анны IV степени (1894).
- Серебряная медаль в память Царствования Императора Александра Третьего (1896).
- Орден Святого Станислава II степени (6.12.1898).
- Прусский орден Короны II степени (1902).
- Орден Святого Владимира IV степени с бантом (1905) — за беспорочную выслугу 25 лет и бытность в сражениях.
- Орден Святого Георгия IV степени (8.7.1907) — за мужество перед лицом превосходящих сил неприятеля проявленное в бою 14-15 мая 1905 года.